# Trond Høvik
Trond Høvik, född 1966, är en norsk skådespelare verksam inom film, teater och radioteater. År 2010 tilldelades han utmärkelsen Blå fugl av Radioteatret vid NRK.

## Filmografi (urval)
- 1995 – Eggs
- 1996 – Hamsun
- 1997 – Barbara
- 1997 – Budbringeren
- 1997 – Junk Mail
- 1997 – Saliga äro de som törstar
- 1998 – Avsändare: Anonym
- 2001 – Amatörerna
- 2003 – Älskade Poona
- 2012: Lilyhammer - ordförande i bostadsrättsföreningen
- 2013 – Solan och Ludvig – jul i Flåklypa
- 2016: Snøfall -Julius